# Ariete (torpilleur)
Pour les articles homonymes, voir Ariete.
Le Ariete (fanion « AE ») était un torpilleur italien de la classe Ariete lancé en 1943 pour la Marine royale italienne (en italien : Regia Marina).

## Conception et description
La Classe Ariete était une version agrandie des torpilleurs de la classe classe Spica. Ces navires avaient une longueur totale de 83,5  mètres, une largeur de 8,62 mètres et un tirant d'eau de 3,15 mètres. Ils déplaçaient 757 tonnes à charge normale, et 1168 tonnes à pleine charge. Leur effectif était de 150 officiers, sous-officiers et marins
Les Ariete étaient propulsés par deux turbines à vapeur à engrenages Parsons , chacune entraînant un arbre d'hélice et utilisant la vapeur fournie par deux chaudières. La puissance nominale des turbines était de 22 000 chevaux-vapeur (16 200  kW) pour une vitesse de 31,5 nœuds (58,34 km/h) en service.Ils avaient une autonomie de 1 500 milles nautiques (2 780 km) à une vitesse de 16 nœuds (29,7 km/h).
Leur batterie principale était composée de 2 canons 100/47 OTO Model 1937. La défense antiaérienne (AA) des navires de la classe Ariete était assurée par 3 x 2 canons Breda modèle 1935 de 20/70 mm et de 4 x 1 canon Breda modèle 1940 de 20/65 mm. Ils étaient équipés de 3 tubes lance-torpilles de 450 millimètres (21 pouces) dans deux supports jumelés au milieu du navire.  Les Ariete étaient également équipés de  2 lanceurs de charges de profondeur et d'un équipement pour le transport et la pose de 20 mines.

## Construction et mise en service
Le Ariete est construit par le chantier naval Cantiere navale di Sestri Ponente à Sestri Ponente en Italie, et mis sur cale le 15 juillet 1942. Il est lancé le 6 mars 1943 et est achevé et mis en service le 5 août 1943. Il est commissionné le même jour dans la Regia Marina.

## Histoire de service
Construit en juillet 1942 et lancé en mars 1943 au chantier naval de Sestri Ponente, le torpilleur Ariete - le seul de sa classe à avoir réellement servi sous le drapeau italien - n'est entré en service que le 5 août 1943, un peu plus d'un mois avant l'armistice,,.
Cependant, le Ariete n'est pas encore opérationnel à la date de la proclamation de l'armistice (8 septembre 1943) (Armistice de Cassibile). A ce moment-là, en effet, l'unité, sous le commandement du capitaine de corvette (capitano di corvetta) Carlantonio De Grossi Mazzorin et avec un équipage inexpérimenté composé en grande partie de recrues et d'éléments du "Maridepo", se trouvait à La Spezia en cours d'essai. Le navire se trouve dans la rade de La Spezia au moment de l'annonce, et est le dernier à partir avec un autre torpilleur, le Animoso. Sur la soirée du 9 septembre, le navire arrive à Portoferraio, où ont convergé de nombreux torpilleurs, corvettes et unités mineures et auxiliaires des ports de la mer Tyrrhénienne. Le matin du 11 septembre, l'unité quitte Portoferraio avec six autres torpilleurs et se dirige vers Palerme, un port contrôlé par les Alliés, où le groupe arrive à dix heures le matin du 12 septembre,. Les navires restent dans la rade du 12 au 18 septembre, date à laquelle ils entrent au port et reçoivent de l'eau et des fournitures de la part des américains. Le 20 septembre 1943, le torpilleur quitte le port sicilien avec plusieurs autres unités et fait route vers Malte, où il livre une partie des provisions reçues aux autres navires italiens déjà arrivés sur l'île. Le 5 octobre, le Ariete, le torpilleur Orione, le vieux destroyer Riboty, six sous-marins et deux unités plus petites quittent Malte et retournent en Italie.
Pendant la cobelligérance (1943-1945), le navire, sous le commandement d'abord de De Grossi Mazzorin (qui est transféré à un autre poste le 26 juillet 1944), est employé dans de nombreuses missions d'escorte de convois alliés.
Après la guerre, le traité de paix établi l'affectation du Ariete à la Yougoslavie. En 1949, le navire est désarmé, rebaptisé Y 8 et, le 30 avril 1949, il est remis à la marine militaire yougoslave (Jugoslavenska ratna mornarica),. Reclassé comme destroyer d'escorte, il est rebaptisé PE 53 Durmitor.
Sous ce nom, le torpilleur continue à servir sous le drapeau yougoslave jusqu'au 1er janvier 1967, date à laquelle il est désarmé puis envoyé à la démolition.

### Commandement
- Capitaine de corvette (Capitano di corvetta) Carlantonio De Grossi Mazzorin (né à La Spezia le 4 décembre 1907) (août 1943 - juillet 1944)

## Sources
- (it) Cet article est partiellement ou en totalité issu de l’article de Wikipédia en italien intitulé « Ariete (torpediniera) » (voir la liste des auteurs).